# Parson Russell Terrier
Der Parson Russell Terrier ist eine von der FCI anerkannte, vorwiegend weiße und hochläufige, britische Hunderasse (FCI-Gruppe 3, Sektion 1, Standard Nr. 339). Bis 1999 wurden diese Terrier als Jack Russell Terrier bzw. Parson Jack Russell Terrier bezeichnet, wobei unter diesen Begriffen auch die niederläufigen Terrier dieses Typs geführt wurden. 1999 hat der englische Kennel Club die hochläufigen Terrier dieses Typs als Rasse endgültig anerkannt und einer Umbenennung zum Parson Russell Terrier zugestimmt. Diese Umbenennung akzeptierte die FCI mit deren Anerkennung der Rasse 2001 auch. Zuchtclubs, die eine Anerkennung dieser Hunderasse durch den Kennel Club oder die FCI ablehnen und eigene Zuchtregister führen, wie der Jack Russell Terrier Club of Great Britain (JRTCGB) oder der Jack Russell Terrier Club of America (JRTCA), bezeichnen sowohl hoch- als auch niederläufige Terrier dieses Typs als Jack Russell Terrier.

## Herkunft und Geschichtliches

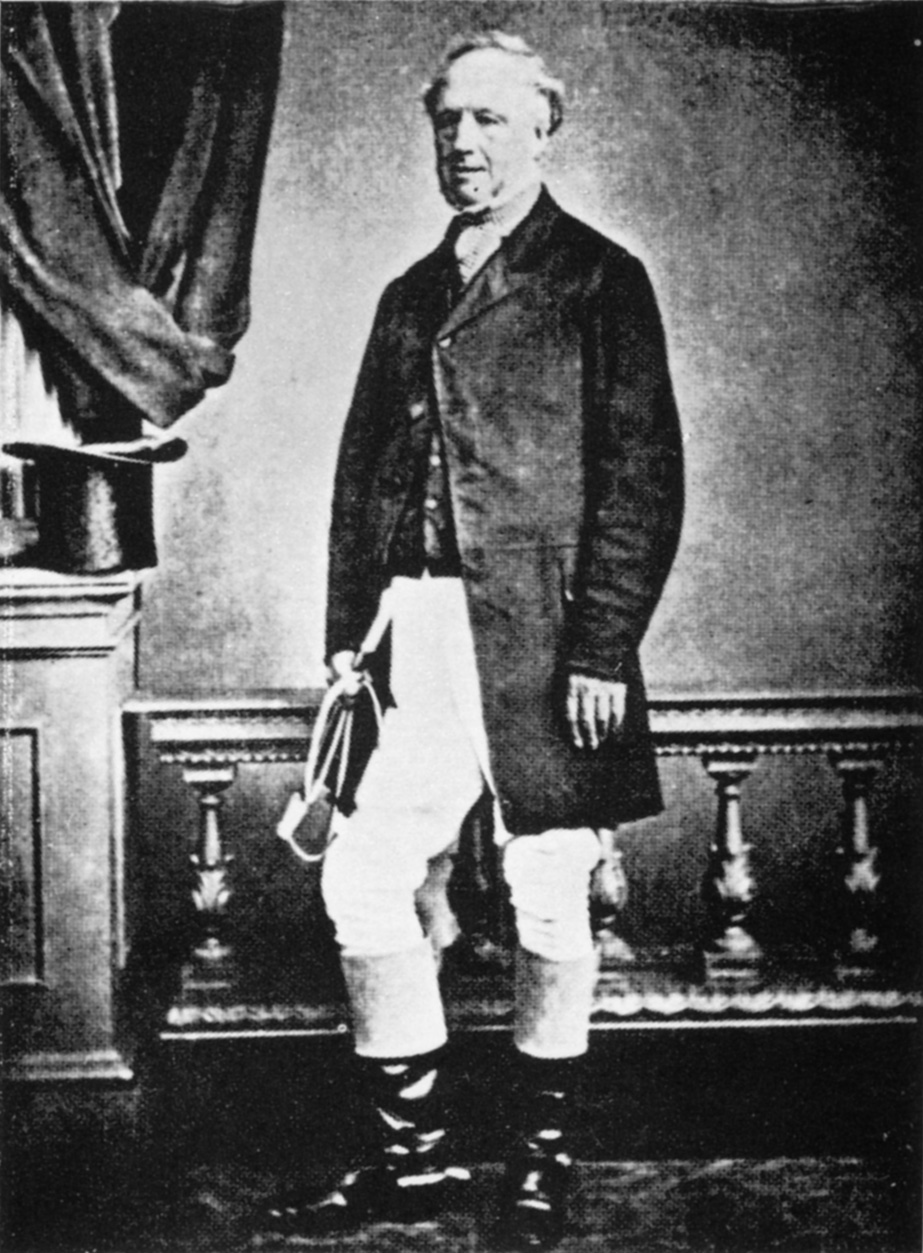
John Russell

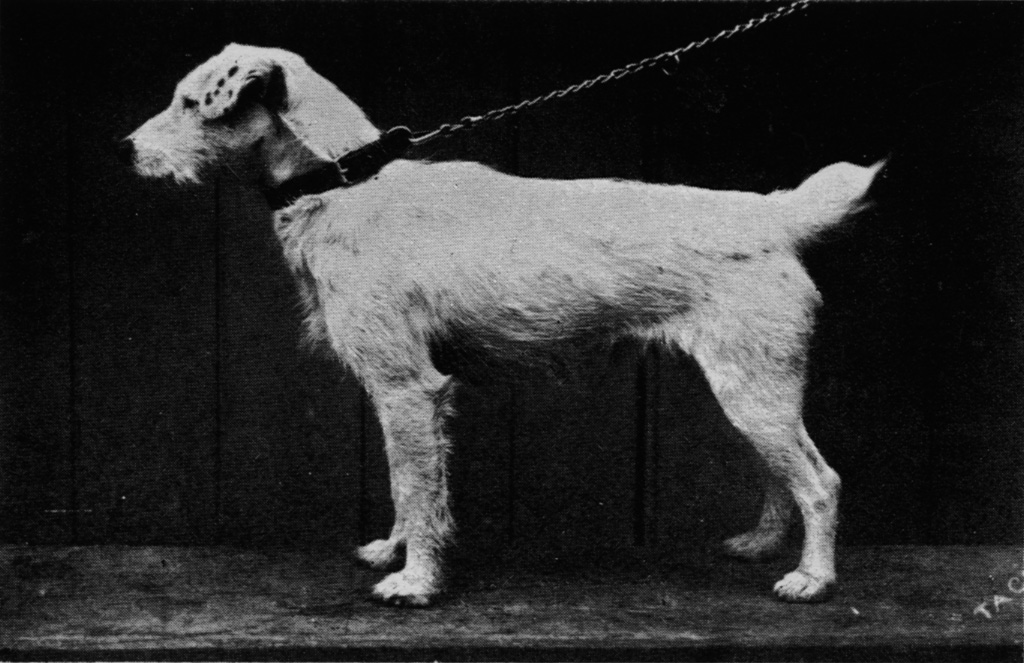
Carlisle Tack

John (Rufname: Jack) Russell war ein englischer Pfarrer (engl. Bezeichnung: Parson), der 1883 im Alter von 87 Jahren starb. Er war ein passionierter Reiter, Jäger und Hundezüchter. Für seine Passion scheute er weder Aufwand noch Tadel durch seine kirchlichen Vorgesetzten. Trotz hoher Kosten hielt er sich eine Meute von Foxhounds. Er züchtete Fox Terrier, die er auf der Fuchsjagd zu Pferd einsetzte. Die Terrier aus seinem Zwinger erwarben sich einen hervorragenden Ruf, vor allem was ihre jagdlichen Leistungen anging. Fox Terrier, die aus seinem Zwinger stammten oder auf dessen Linien zurückgingen, wurden deshalb als Jack Russell Terrier bezeichnet. Carlisle Tack (geb. 1884) war ein Fox Terrier, dessen Ahnen auf die Terrier von John Russell zurückgehen. Er gehört damit zu den frühesten Ahnen des heutigen Parson Russell Terriers.
Obwohl John Russell schon im Gründungsjahr 1873 Mitglied des englischen Kennel Clubs wurde, zeigte er seine Hunde nur selten auf Hundeausstellungen. Kurz nach dem Tod von John Russell 1883 zeichnete sich eine Aufspaltung ab, zwischen den altmodischen Fox Terriern für die Jagd und den eleganten Fox Terriern wie sie auf Ausstellungen gezeigt wurden. Der Biograph von John Russell, Dan Russell (geb. 1906), befürchtete in einem Interview von 1990 eine Wiederholung der gleichen Entwicklung für den Jack Russell Terrier, falls diese zu beliebten Ausstellungshunden würden.
Es gibt englische Kynologen, die den Einfluss der Hunde von John Russell auf den heutigen Parson Russell Terrier als eher gering bezeichnen und behaupten, dass sich vielmehr der Name Jack Russell Terrier als die Bezeichnung für weiße Arbeitsterrier mit zweifelhafter Abstammung durchsetzte.
Der Ursprung des Parson Russell Terriers bzw. Fox Terriers wird bei den inzwischen ausgestorbenen Rassen Old English Black and Tan Terrier und Old White English Terrier vermutet.

## Beschreibung

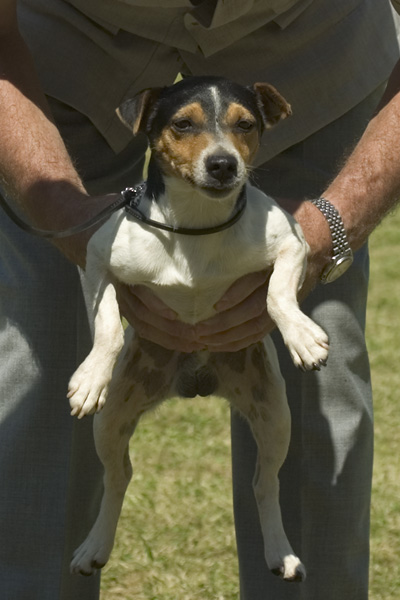
Überprüfung der Spannbarkeit

Die Länge des Körpers ist geringfügig größer als die Höhe vom Widerrist zum Boden. Der Brustkorb ist nicht tiefer als bis zum Ellenbogen reichend und kann hinter den Schultern von zwei durchschnittlich großen Händen umfasst werden. Diese sogenannte Spannbarkeit hat die Anatomie des Fuchses zum Hintergrund. Jeder Fuchs lässt sich in der beschriebenen Weise umspannen. Da der jagdlich geführte Parson Russell Terrier dem Fuchs im Bau überall hin folgen muss, ist ein zu großer Brustkorb ein Hindernis. Das Haar ist rau- oder glatthaarig. Dazwischen ist die Haarvariante broken coated (stockhaarig) angesiedelt. Gutes Fell zeichnet sich durch eine dichte Unterwolle aus, die vom harten, geraden und wasserfesten Deckhaar durchbrochen wird. Die Haarfarbe ist vollständig weiß oder vorwiegend weiß mit lohfarbigen, gelben oder schwarzen Abzeichen oder jede Kombinationen dieser Farben.

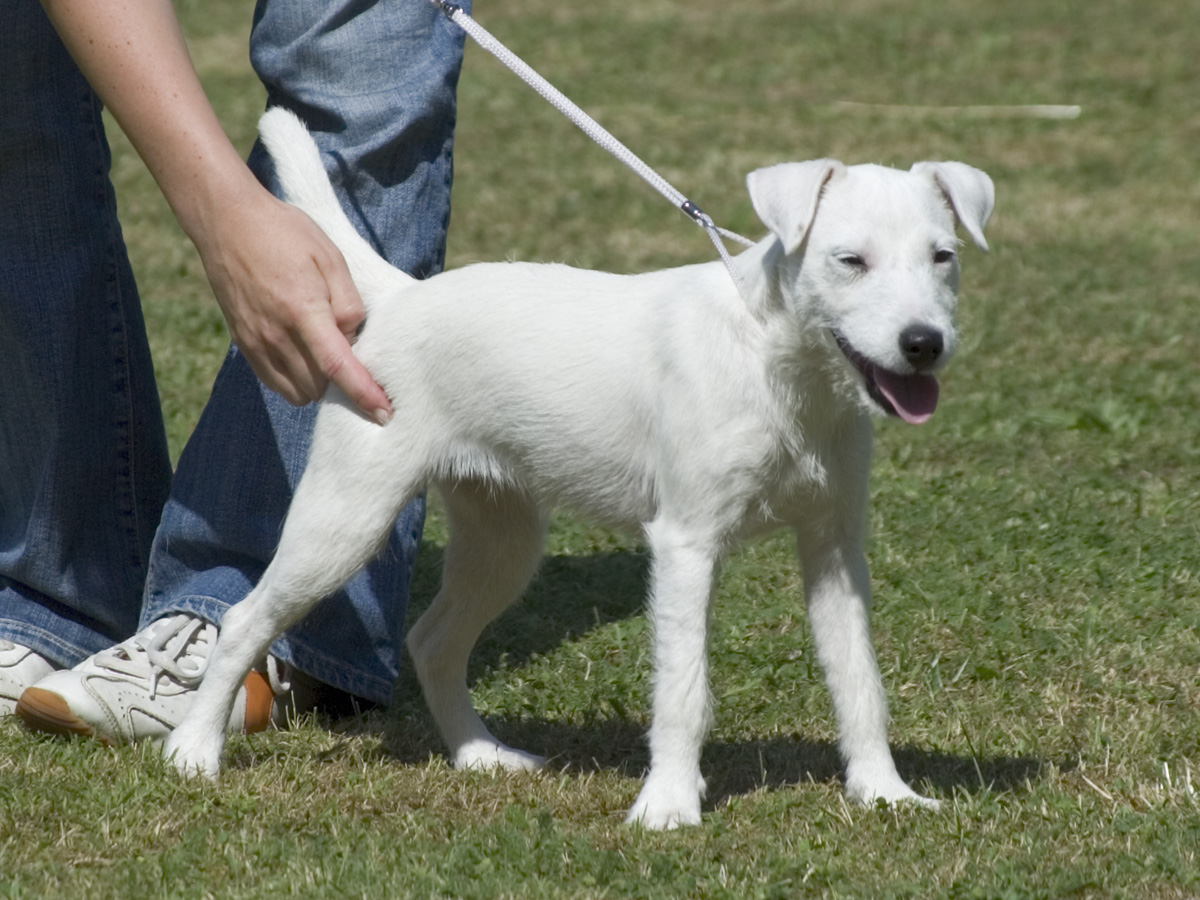
Stockhaarig (Broken coated) und weiß
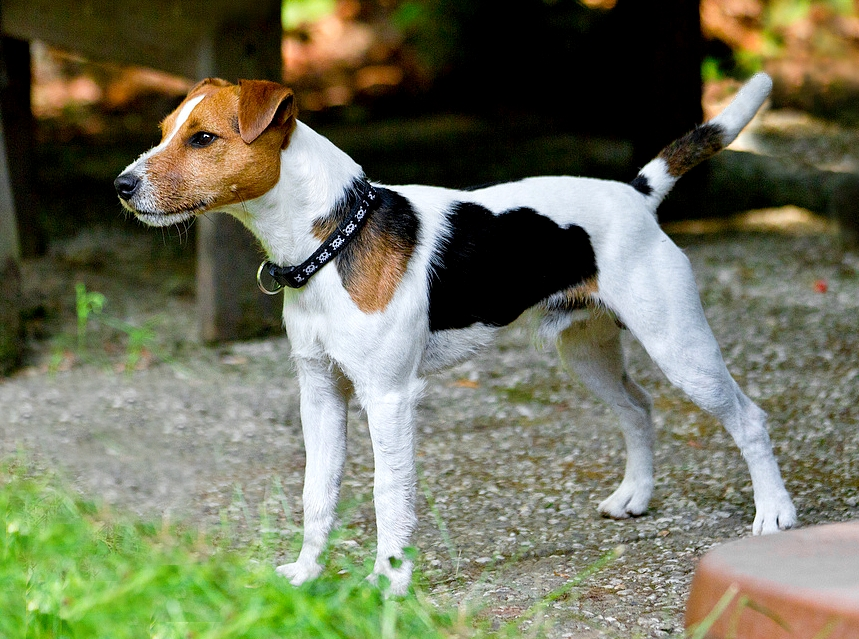
Glatthaarig und Tricolor
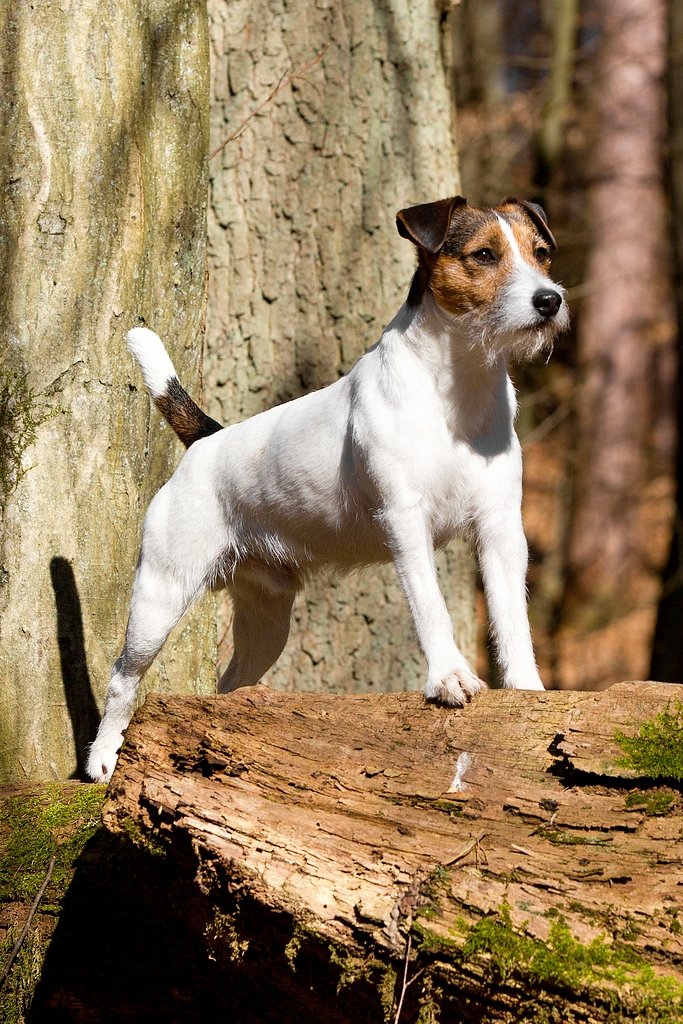
Stockhaarig (Broken coated) und Tricolor
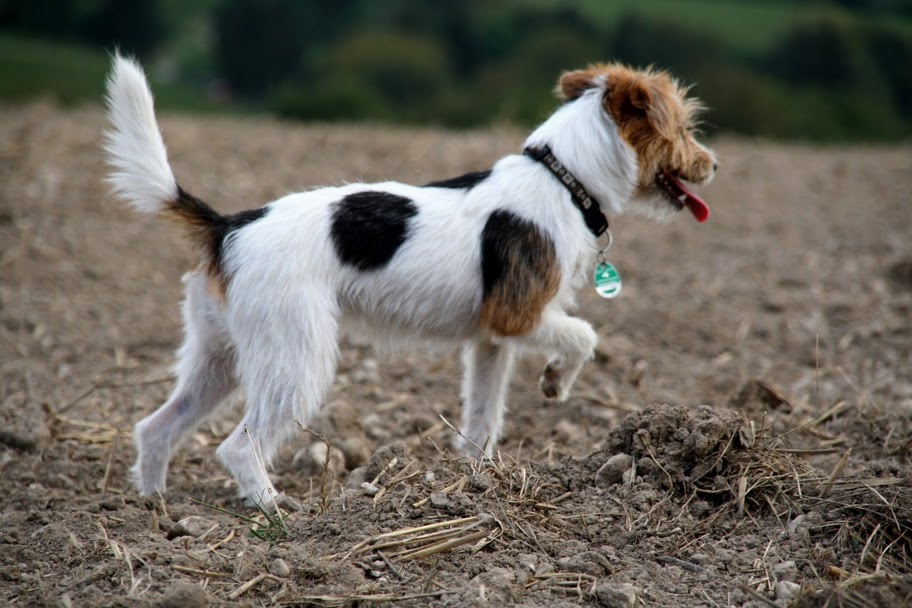
Rauhaarig und Tricolor
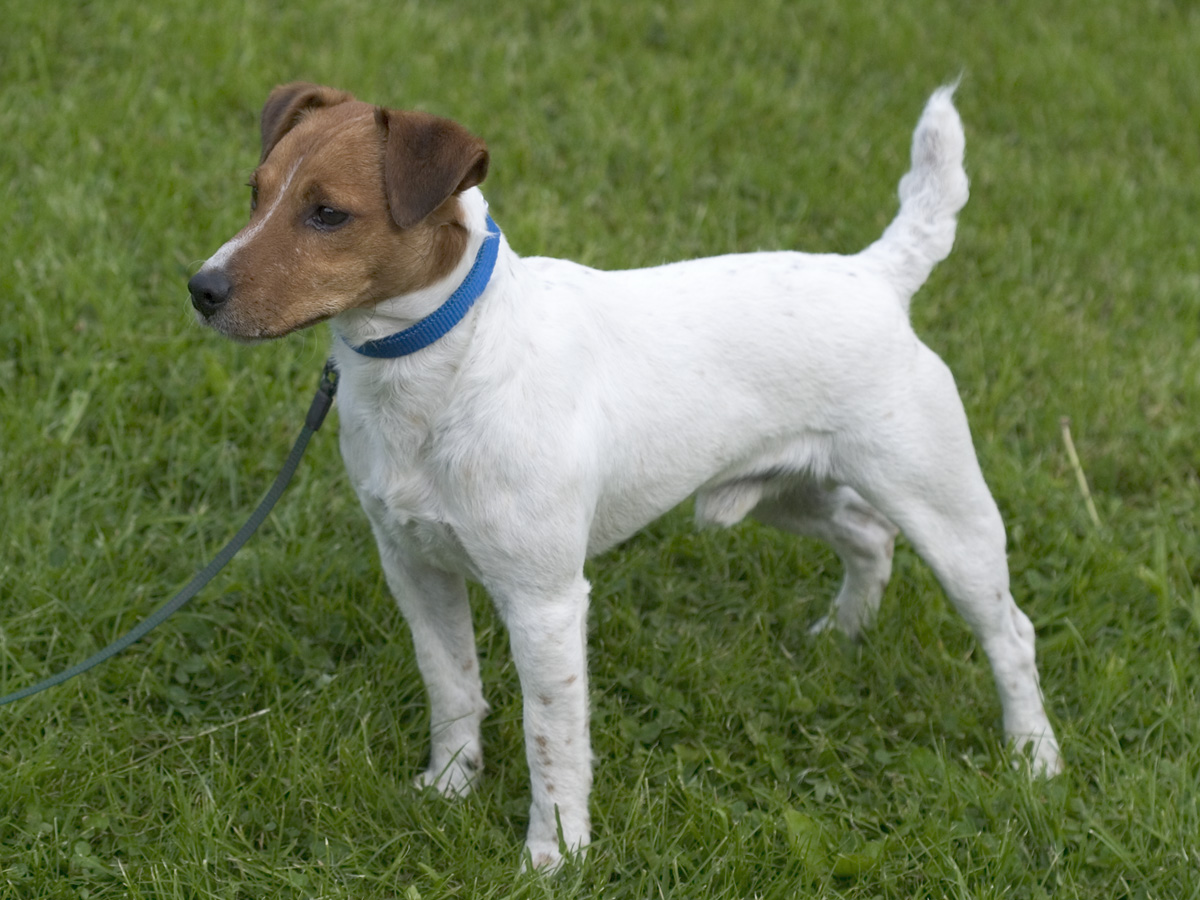
Glatthaarig und weiß-braun
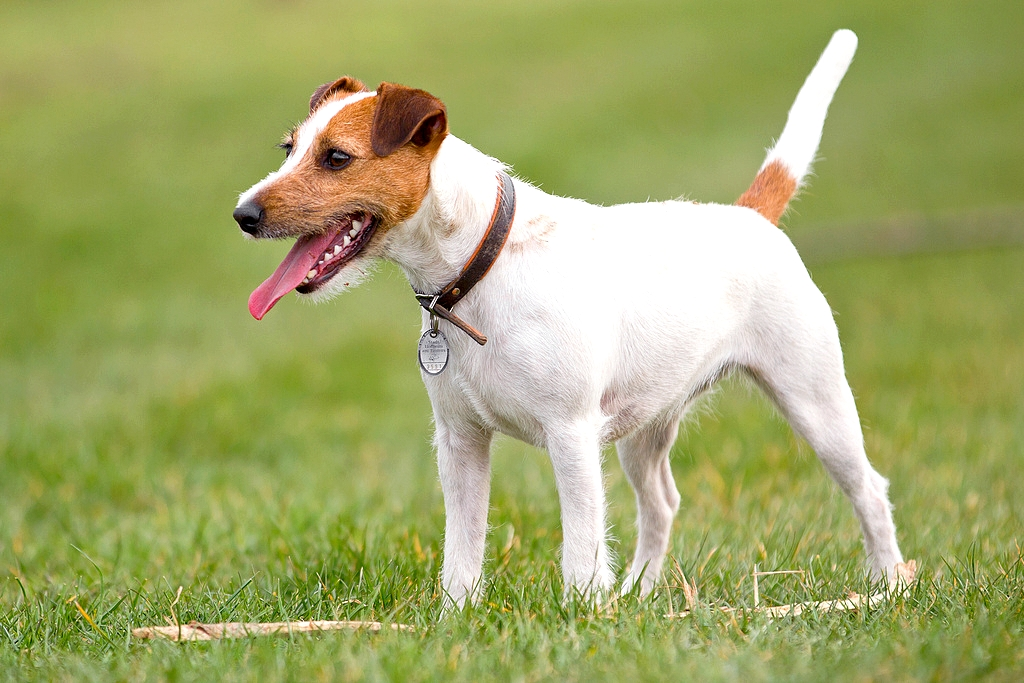
Stockhaarig (Broken coated) und weiß-braun
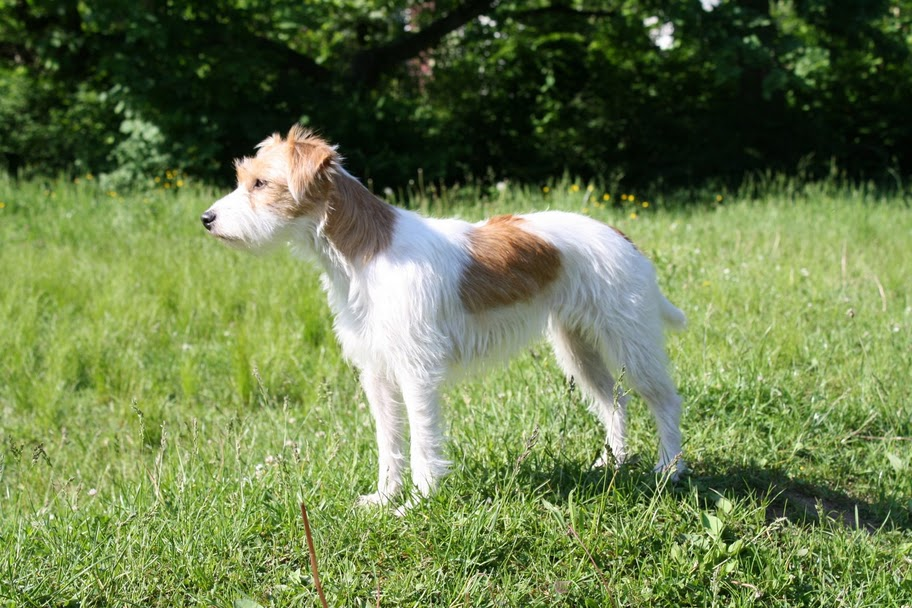
Rauhaarig und weiß-braun
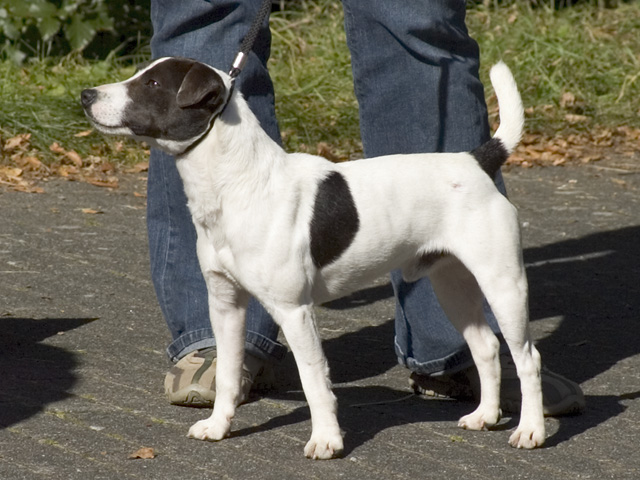
Glatthaarig und weiß-schwarz
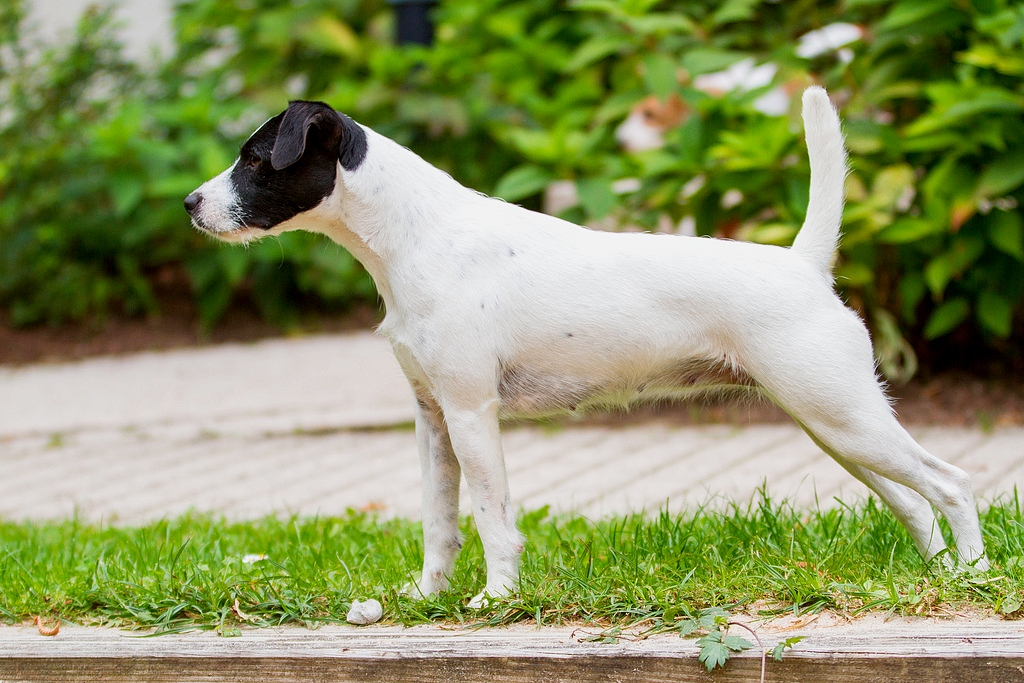
Stockhaarig (Broken coated) und weiß-schwarz
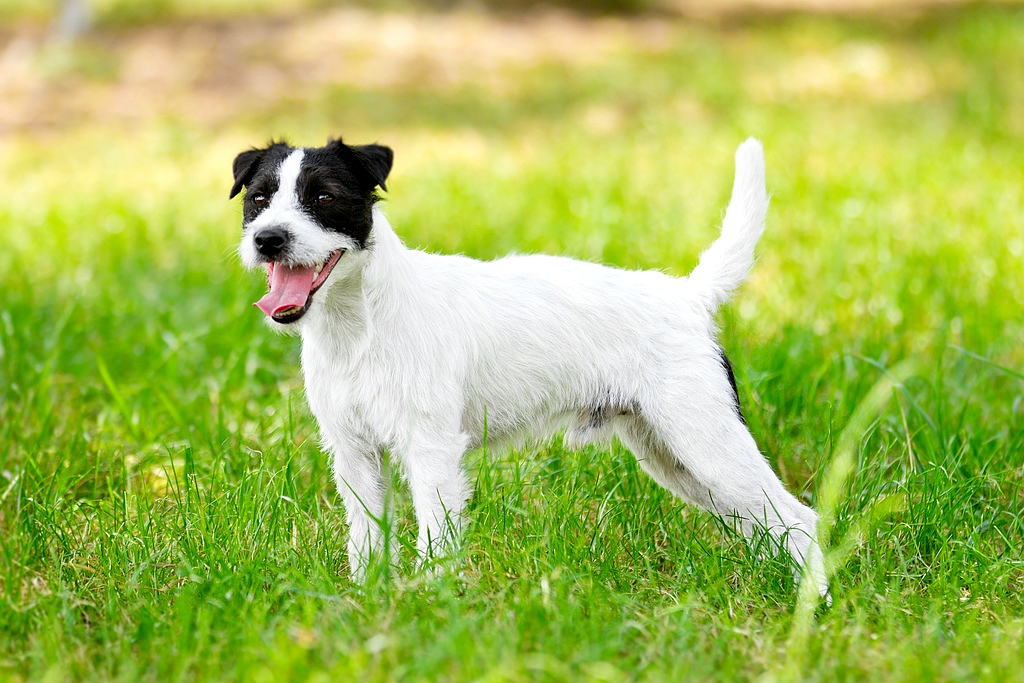
Rauhaarig und weiß-schwarz
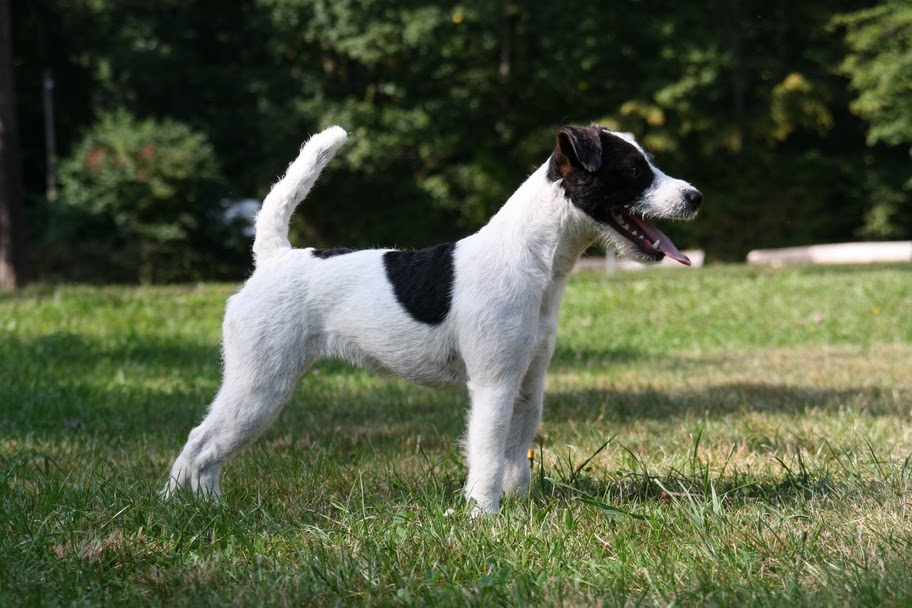
Rauhaarig und weiß-schwarz (frisch getrimmt)

## Wesen
Der Parson Russell Terrier gilt als intelligent, unerschrocken, freundlich und arbeitsfreudig. Diese Eigenschaften leiten sich aus seiner Herkunft als Jagdhund ab. Unerschrocken und intelligent muss er für die Arbeit im Fuchsbau sein. Er geht dabei nie übertrieben aggressiv vor, sondern bringt durch sein Bellen den Fuchs zum Verlassen des Baus. Er musste aber auch freundlich zu Menschen, Pferden und anderen Hunden sein, um den Ablauf der Fuchsjagd so reibungslos wie möglich zu machen. Ein Parson Russell Terrier muss körperlich und geistig gefordert werden, sonst kann er unfolgsam und destruktiv werden.

## Zucht
Die züchterische Entwicklung des Parson Russell Terriers ist eng mit den unterschiedlichen historischen bzw. nationalen Standards verbunden. Exemplarisch dafür sind die Vorgaben für die Widerristhöhe:
| Autor des Standards  | Veröffentlichung bzw. Status | Angaben zur Widerristhöhe |
| -------------------- | ---------------------------- | --- |
| Arthur Heinemann     | 1904                         | Die ideale Widerristhöhe für Rüden wird mit 35,56 cm (14 inch) und für Hündinnen mit 33 cm (13 inch) angegeben. Ober- oder Untergrenzen werden nicht definiert. Der Körperbau soll dem einer erwachsenen Füchsin ähneln. |
| JRTCGB               | 1975                         | Die Widerristhöhe hat eine Bandbreite von 25,4 cm bis 38,1 cm. |
| Kennel Club          | Stand Sep. 2007              | Als Ideal werden für Hündinnen 33 cm und für Rüden 36 cm angegeben. Es wird ausdrücklich erwähnt, dass auch kleinere Hunde sowohl für die Jagd als auch für Zucht notwendig sind.                                        |
| American Kennel Club | Stand Sep. 2004              | Als Ideal werden für Hündinnen 33 cm und für Rüden 36 cm angegeben. Hunde unter 30,5 cm oder über 38,1 cm werden nicht akzeptiert.                                                                                       |
| FCI                  | Stand Nov. 2003              | Als Ideal werden für Hündinnen 33 cm und für Rüden 36 cm angegeben. Ein Über- oder Untermass von 2 cm wird akzeptiert.                                                                                                   |

In allen Standards wird die Bedeutung der Spannbarkeit hervorgehoben. Es gibt Länder wie Deutschland, in der die Spannbarkeit selten mit den Händen gemessen wird, sondern meistens mit dem Maßband. Damit kann dem Hund bei der Zuchtzulassung ein eindeutiger Wert zugeordnet werden. Es gibt allerdings keinen Wert, der als Obergrenze für die Zuchttauglichkeit bestimmt wurde. Das Ideal liegt für erfahrene Baujäger im Bereich von 35 bis 40 cm. 45 bis 48 cm wird als Obergrenze betrachtet.

## Verwendung
Aufgrund seiner Herkunft ist der Parson Russell Terrier ein Jagdhund, der entsprechend gefordert werden muss. Sein Hauptarbeitsfeld ist die Baujagd auf Fuchs und Dachs. Dabei ist es sein Ziel, den Fuchs unverletzt zum Verlassen des Baus zu bewegen (sprengen). Bei der in England früher üblichen Fuchsjagd war es erwünscht, den Fuchs aus dem Bau zu bringen, damit die Jagd mit Pferden und Foxhounds weiter gehen konnte.
In Deutschland und anderen kontinentaleuropäischen Ländern wird der Parson Russell Terrier vielseitiger als im Ursprungsland England eingesetzt. Nach der Baujagd wird er am häufigsten für Drückjagden auf Schalenwild gebraucht. Dabei ist es seine Aufgabe, Wildschweine, Rehe oder anderes jagdbares Wild aufzustöbern und in die Nähe der Standplätze der Jäger zu bringen. Wegen seiner guten Nase kann der Parson Russell Terrier auch für die Nachsuche von verletztem Wild verwendet werden. Durch seine Wasser- und Bringfreude kann er auch zum sicheren Apporteur von Enten ausgebildet werden.
Auf Grund ihrer großen Arbeitsfreude, Intelligenz, Beweglichkeit, Schnelligkeit und Ausdauer eignen sich Parson Russell Terrier für viele Hundesportarten wie Agility, Obedience, Turnierhundsport.

## Gesundheit
Nicht zuletzt wegen seiner Herkunft als Arbeitshund, von dem viel Leistung abverlangt wurde, ist der Parson Russell Terrier ein sehr vitaler Hund mit relativ wenig rassespezifischen Erkrankungen.
- Katarakt oder Grauer Star ist eine zumeist erblich bedingte Trübung der Augenlinsen und die beim  Parson Russell Terrier häufigste Augenerkrankung. Eine operative Behandlung ist in jedem Stadium möglich. Mittels Phakoemulsifikation erfolgt analog zur Humanmedizin eine mikroskopisch geführte Zertrümmerung der Linse mit Einsatz einer Kunstlinse.
- Bei der Linsenluxation wird die Augenlinse nicht mehr im Zentrum des Auges gehalten, sondern ist teilweise oder vollständig verlagert. Die Ursache ist beim Jack Russell Terrier erblich und kann auf einen Gendefekt zurückgeführt werden. Eine Linsenluxation muss operiert werden, da sonst ein Glaukom entsteht. Das Glaukom zu behandeln ist deutlich aufwändiger.
- Patellaluxation ist eine erblich bedingte Verschiebung der Kniescheibe aus ihrer Führung (Trochlea). Der Hund hält den Lauf hoch und läuft zeitweilig nur mit drei Beinen. Dieser Defekt kann operativ behoben werden.
- Die Ataxie und Myelopathie der Terrier (Hereditäre Ataxie) kommt bei Fox Terriern, sowie Jack Russell oder Parson Russell Terriern vor. Hierbei tritt ein Abbau der weißen Substanz im Hals- und Brustbereich des Rückenmarks auf. Sie entwickelt sich im Alter von 2 bis 6 Monaten und geht mit weit ausladenden Bewegungen (Hypermetrie) der Vorderbeine, Muskelzittern und breitbeiniger Stellung der Hinterbeine einher. Die Tiere neigen zum Umfallen und können nicht mehr allein aufstehen. Es kann zu einer Schädigung des Hörnervs mit zunehmender Taubheit kommen. Diese Erkrankung ist sehr selten, kann aber nicht therapiert werden und hat eine schlechte Prognose.
- Ein- oder beidseitige Taubheit kommt beim Parson Russell Terrier vor, so wie auch bei anderen vorwiegend weißen Hunden mit dem Piebald (Schecken) Gen, wie beim Dalmatiner, Beagle oder bei der Bulldogge. Man geht derzeit davon aus, dass der Erbgang polygen ist. Eine einseitige Taubheit kann nur durch eine audiometrische Untersuchung festgestellt werden, die zumindest bei jedem zur Zucht eingesetzten Hund durchgeführt werden sollte.[21]

Parson Russell Terrier, die von einer dieser Erkrankungen betroffen sind, werden in den meisten Zuchtclubs von der Zucht ausgeschlossen.

## Kunst, Film und Fernsehen

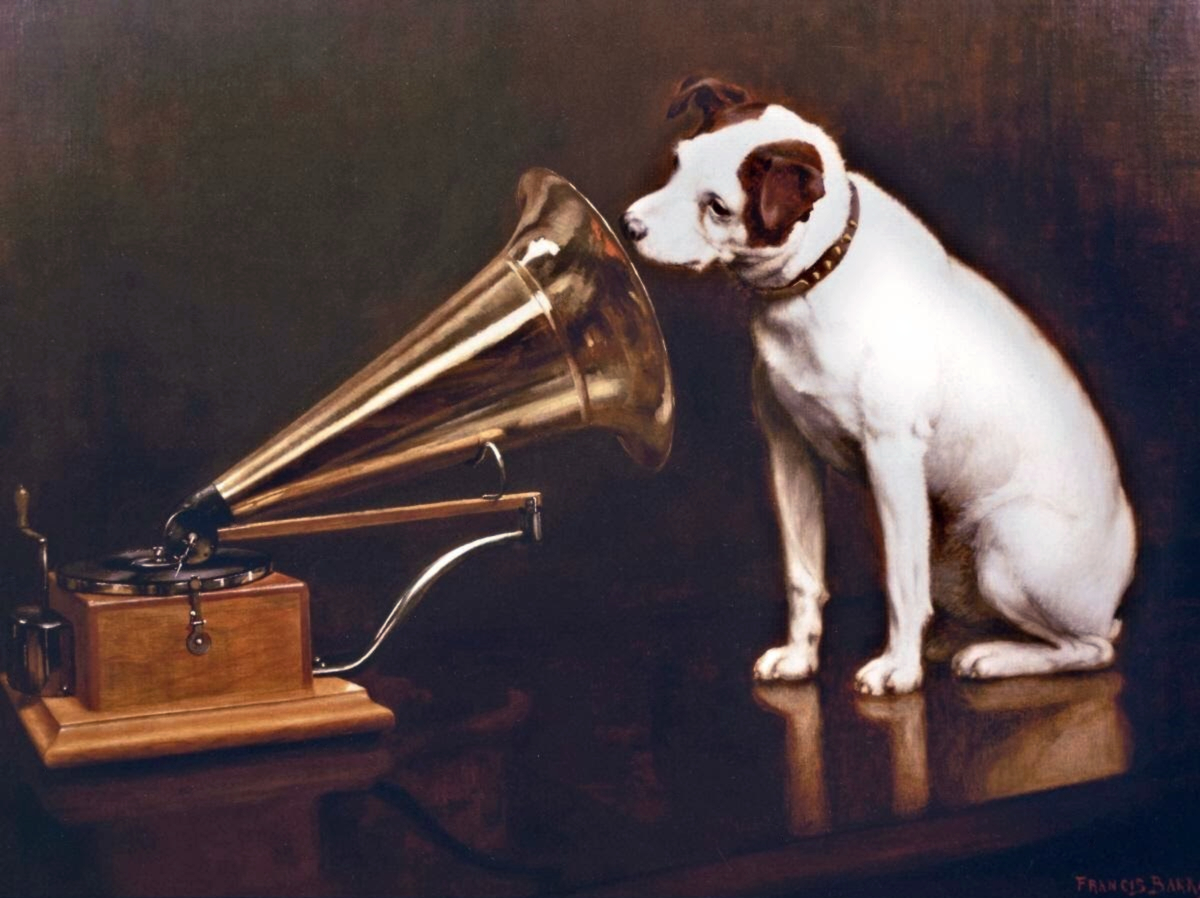
His Master’s Voice von Francis Barraud

Parson Russell Terrier sind beliebte Darsteller in Filmen, TV-Serien und Werbespots.
Beispiele:
- Wishbone, US-amerikanische Live-Show
- Mein Hund Skip, US-amerikanischer Kinofilm
- Da kommt Kalle, deutsche Fernsehserie
- Wasser für die Elefanten, US-amerikanischer Kinofilm (Hund Uggie)
- The Artist, US-amerikanischer Kinofilm (Hund Uggie)